# Polnische Badminton-Mannschaftsmeisterschaft 2024
Die Polnische Badminton-Mannschaftsmeisterschaft der Saison 2023/2024 gewann das Team von SKB Litpol-Malow Suwałki als Sieger der Play-offs. Es war die 51. Austragung der Titelkämpfe.

## Vorrunde
| Platz | Team                         | Punkte | Spiele | G | U | V | Spielpunkte |   |    | Sätze |   |     | Bälle |   |      |
| ----- | ---------------------------- | ------ | ------ | - | - | - | ----------- | - | -- | ----- | - | --- | ----- | - | ---- |
| 1     | SKB Litpol-Malow Suwałki     | 27     | 9      | 9 | 0 | 0 | 54          | - | 9  | 113   | - | 22  | 1946  | - | 1315 |
| 2     | ABRM Warszawa                | 22     | 9      | 8 | 0 | 1 | 44          | - | 19 | 93    | - | 49  | 1930  | - | 1655 |
| 3     | UKS Hubal Białystok          | 21     | 9      | 7 | 0 | 2 | 44          | - | 19 | 94    | - | 39  | 1833  | - | 1421 |
| 4     | UKS Unia Bieruń              | 14     | 9      | 5 | 0 | 4 | 29          | - | 34 | 68    | - | 79  | 1822  | - | 1851 |
| 5     | Badminton Academy Hawel      | 11     | 9      | 4 | 0 | 5 | 25          | - | 38 | 56    | - | 79  | 1560  | - | 1739 |
| 6     | KS Badminton Kobierzyce      | 11     | 9      | 4 | 0 | 5 | 27          | - | 36 | 60    | - | 80  | 1663  | - | 1788 |
| 7     | Pulslift UKS Nike Suchedniów | 9      | 9      | 3 | 0 | 6 | 27          | - | 36 | 58    | - | 78  | 1578  | - | 1730 |
| 8     | KU AZS UM Łódź               | 9      | 9      | 2 | 0 | 7 | 26          | - | 37 | 58    | - | 81  | 1627  | - | 1829 |
| 9     | WWL Badminton Marcovia Marki | 8      | 9      | 3 | 0 | 6 | 23          | - | 40 | 59    | - | 87  | 1752  | - | 1912 |
| 10    | AZS AGH Kraków               | 3      | 9      | 0 | 0 | 9 | 16          | - | 47 | 35    | - | 100 | 1378  | - | 1849 |

## Play-offs

### Halbfinale
- SKB Litpol-Malow Suwałki – UKS Unia Bieruń: 4-0
- ABRM Warszawa – UKS Hubal Białystok: 4-0

### Spiel um Platz 3
- UKS Hubal Białystok – UKS Unia Bieruń: 4-1

### Finale
- SKB Litpol-Malow Suwałki – ABRM Warszawa: 4-1